# Понтелатоне
Понтелатоне (італ. Pontelatone) — муніципалітет в Італії, у регіоні Кампанія,  провінція Казерта.
Понтелатоне розташоване на відстані близько 170 км на південний схід від Рима, 45 км на північ від Неаполя, 17 км на північний захід від Казерти.
Населення — 1707 осіб (2014).

## Демографія
Населення за роками:

Станом на 1 січня 2023 року в муніципалітеті офіційно проживало 57 іноземців з 7 країн, серед них 10 громадян країн Євросоюзу та 8 громадян України.

## Сусідні муніципалітети
- Беллона
- Камільяно
- Капуа
- Кастель-ді-Сассо
- Формікола
- Лібері
- Роккаромана